# NGC 6158
NGC 6158 је елиптична галаксија у сазвежђу Херкул која се налази на NGC листи објеката дубоког неба.
Деклинација објекта је + 39° 23' 0" а ректасцензија 16h 27m 40,9s. Привидна величина (магнитуда) објекта NGC 6158 износи 13,8 а фотографска магнитуда 14,8. Налази се на удаљености од 150,653 милиона парсека од Сунца. NGC 6158 је још познат и под ознакама MCG 7-34-41, CGCG 224-31, PGC 58198.